# Bescond
Bescond je priimek več oseb:    
- Jean-Baptiste Le Bescond, francoski nogometaš
- Yves-Marie-Henri Bescond, francoski rimskokatoliški škof